# لرز (فیلم)
لرز (اسپانیایی: Eskalofrío‎) یک فیلم ترسناک دلهره‌آور اسپانیایی است که در سال ۲۰۰۸ منتشر شد. از بازیگران آن می‌توان به بلانکا سوآرس و جیمی بارناتان اشاره کرد.